# Plebejus radiata
Plebejus radiata är en fjärilsart som beskrevs av Courvoisier 1912. Plebejus radiata ingår i släktet Plebejus och familjen juvelvingar. Inga underarter finns listade i Catalogue of Life.